# Ciuperci necomestibile

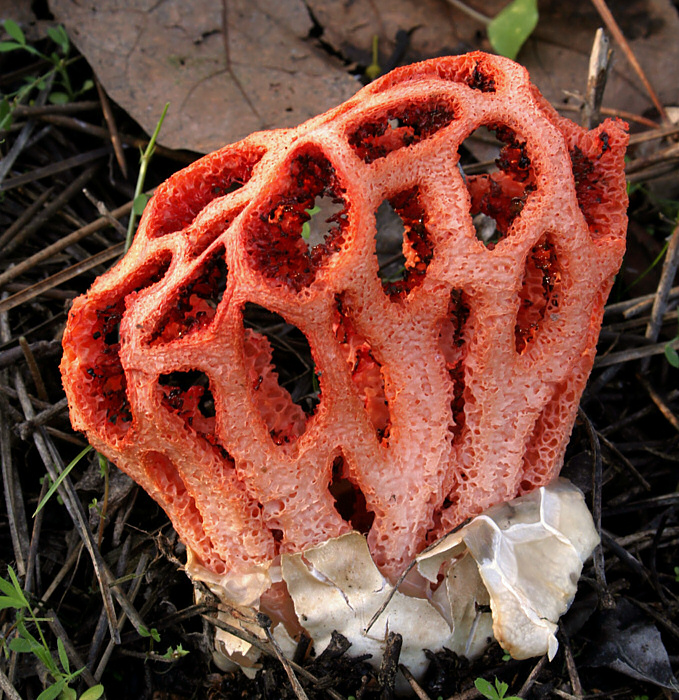
Clathrus ruber (coșârcă roșie)

Ciuperci necomestibile din Regnul Fungi de tip Ascomycota precum Basidiomycota (care au pălărie și picior), a nu se confunda cu ciupercile microscopice, mucegaiurile și cele care produc bolile numite micoze) există în număr mare. Aici sunt enumerate  doar câteva exemplare. Și în România cresc sute de specii necomestibile, fiind de miros neplăcut, gust prea amar respectiv iute sau din cauza caracteristicilor cărnii improprii consumului uman. Adăugate acestei clasificări sunt de asemenea ciuperci încă nedeterminate.

## Când este o specie incomestibilă?

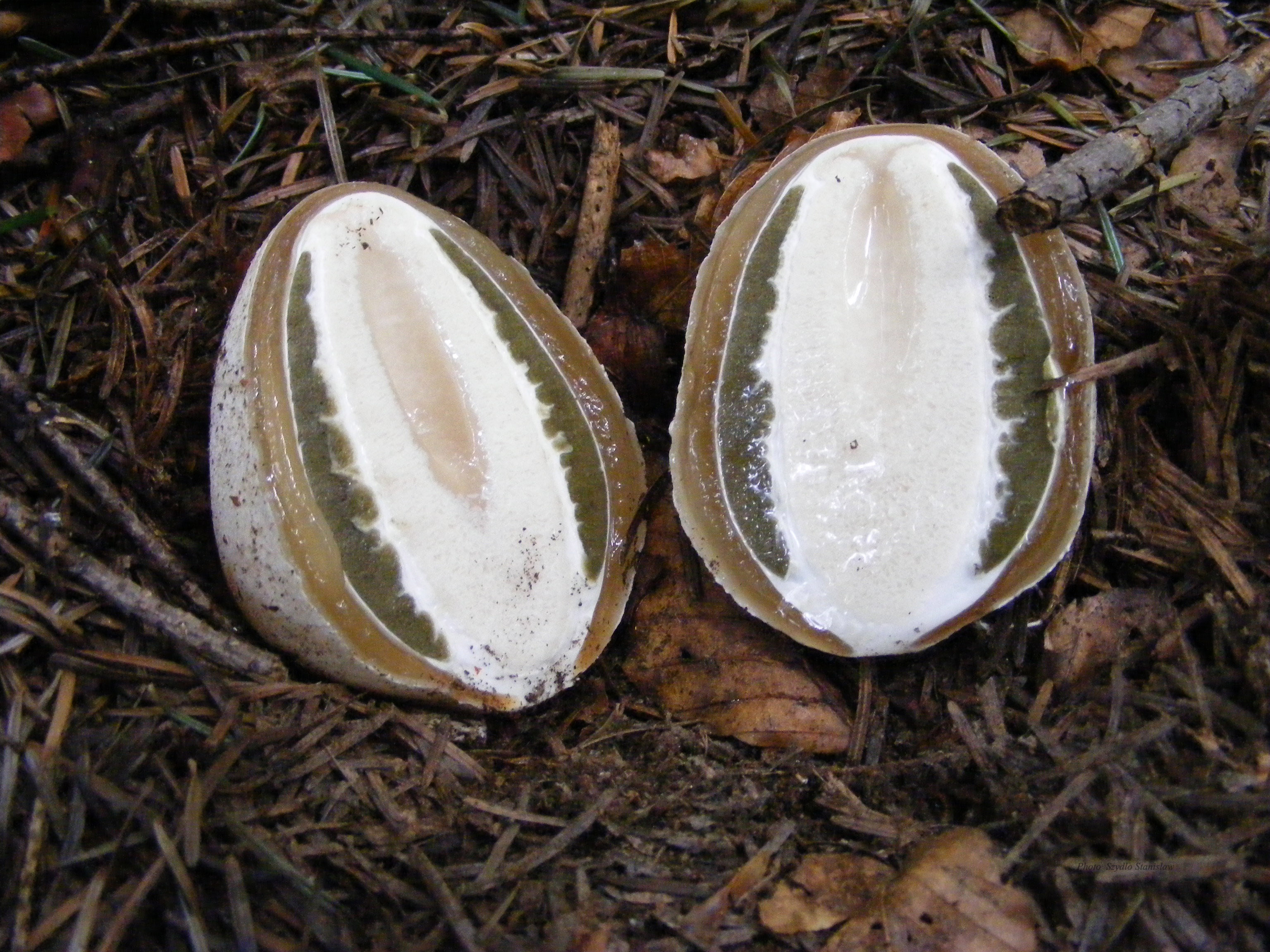
Phallus impudicus tânăr și comestibil

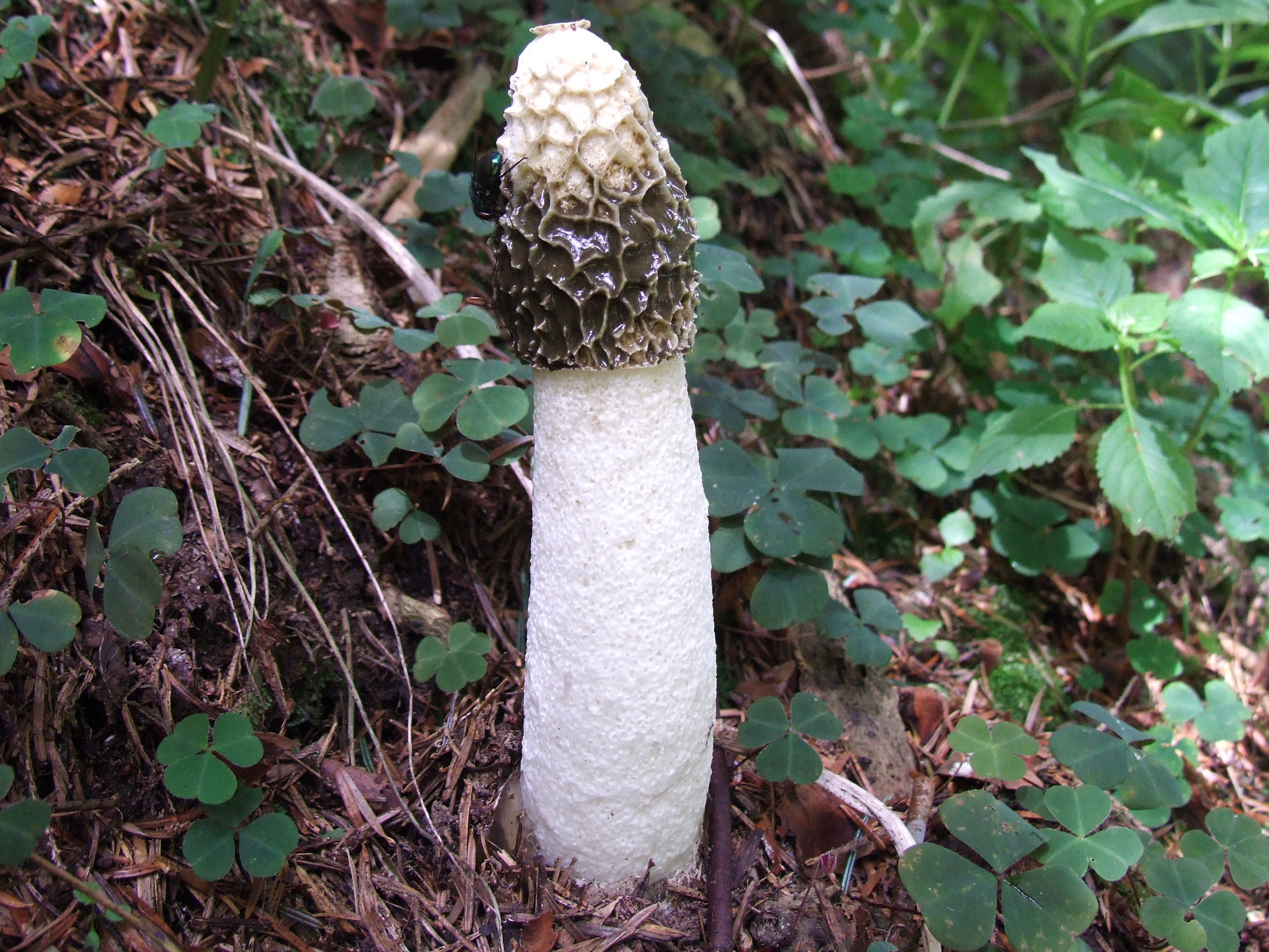
Phallus impudicus matur și necomestibil

În rândul ciupercilor necomestibile, sunt încadrate acele ciuperci de tip Ascomycota precum Basidiomycota, care deși sunt complet lipsite de toxine, nu se pot consuma din diferite cauze.
- Gustul: El poate fi amar (de exemplu la Boletus calopus sin. Caloboletus calopus, Tylopilus felleus, Tricholoma vaccinum[1]), dezgustător (de exemplu la Amanita porphyria, Cortinarius camphoratus, Russula densifolia,[2] Tricholoma inamoenum[3]), extrem de penetrant (de exemplu la Cortinarius trivialis,[4] Tricholoma sulphureum) sau foarte iute respectiv zgâriind (de exemplu la Lactarius evosmus, Lactarius fluens,[5] Russula fuscorubra,[6] Russula raoultii[7]).
- Mirosul: El poate fi prea aromatic (de exemplu la Cortinarius camphoratus, Gymnopilus penetrans[8]) sau dezgustător (de exemplu la Amanita porphyria, Cystoderma amianthinum (deși descris drept comestibil),[9] Lactarius mammosus, sin. Lactarius fuscus[10] sau Mycena epipterygia[11] ).
- Carnea: Ea poate fi lemnoasă sau câlțoasă (de exemplu la Ganoderma applanatum sin. Ganoderma lipsiense,[12] Fomes fomentarius, Piptoporus betulinus), tare fibroasă, pieloasă (de exemplu la Coprinopsis picacea sin. Coprinus picaceus, Macrotyphula fistulosa,[13] Marasmius torquescens sin. Marasmius lupuletorum)[14] sau neînsemnătoare pentru consum (de exemplu la Crepidotus mollis,[15] subgenul Geastrum,[16] Peniophora quercina,[17] Xerula pudens[18]).

Mai trebuie menționat faptul, că unele ciuperci în mod obișnuit comestibile, pot să devină necomestibile sub anumite condiții biologice (stadiu de dezvoltare) sau ecologice, adică substratul pe care trăiesc. Astfel de exemplu Phallus impudicus (buretele pucios) sau Phallus hadriani și Albatrellus ovinus (buretele oilor) sunt ciuperci gustoase în stadiul tânăr dar necomestibile la maturitate. Mai departe există multe specii de fapt comestibile, ca de exemplu Entoloma sericellum, care însă sunt fără valoare culinară din cauza inconsistenței cărnii.

## Ciuperci suspecte
Asupra unor ciuperci mari, planează bănuiala toxicității, deși încă nu s-au izolat substanțe capabile să producă în mod cert otrăvirea. Nici practica clinică nu se dovedește de mare folos în cazul acestor  fungi, căci pentru una și aceiași specie, există atât persoane care manifestă la consum simptome specifice intoxicării, cât și oameni ce nu se intoxică, indiferent de cantitatea consumată. Dintre speciile suspecte de ciuperci, amintim două specii: (de exemplu Cortinarius semisanguineus sin. Dermocybe semisanguinea și Russula acrifolia.

## Listă de bureți necomestibili (selecție)

### OrdinulAgaricales(ciuperci cu lame)
| Aspect | Denumirea științifică                              | Denumirea populară                    | Observații | Aspect | Denumirea științifică                                                           | Denumirea populară                      | Observații                            | Aspect | Denumirea științifică                           | Denumirea populară                                                        | Observații                                                           |  |
| ------ | -------------------------------------------------- | ------------------------------------- | --- | ------ | ------------------------------------------------------------------------------- | --------------------------------------- | ------------------------------------- | ------ | ----------------------------------------------- | ------------------------------------------------------------------------- | -------------------------------------------------------------------- |  |
|        | Amanita ochrophylla                                | Necunoscută.                          | Miros dezgustător, poate foarte otrăvitor.                                                                                            |        | Amanita porphyria                                                               | Burete porfiriu                         | Miros și gust neplăcut.               |        | Battarrea phalloides sin. Lycoperdon phalloides | Bășică cu picior de barză, ciuperca măgarului, toboșar                    | Carnea este fibroasă și lemnoasă.                                    |  |
|        | Coprinopsis cinerea sin. Coprinopsis cinereus      | Burete broștesc                       | Aspect urât, miros și gust plicticos.                                                                                                 |        | Coprinopsis lagopus sin. Coprinopsis lagopus                                    | Bălegar pufos, labă de iepure           | Aspect urât, miros și gust plicticos. |        | Coprinopsis picacea sin. Coprinus picaceus      | Buretele ciocănitoarei, coprin pestriț                                    | Carne fibros-apoasă, miros și gust neplăcut.                         |  |
|        | Coprinopsis nivea sin. Coprinus niveus             | Băleguță, bălegar alb, albă de zăpadă | Carne foarte fragilă, fără miros și gust specific.                                                                                    |        | Cystoderma carcharias sin. Lepiota carcharias                                   | Necunoscută.                            | Miros și gust dezgustător.            |        | Cyathus striatus                                | Cuib de pasăre, cupița pământului, ferdela pământului, muierța pământului | Mic, fibros și lemnos.                                               |  |
|        | Lepiota hystrix sin. Echinoderma hystrix           | Ardeiași                              | Pălărie cu o cuticulă plină de negi rezistenți care nu poate fi îndepărtată,picior destul de fibros, asemănăre mare cu soiuri toxice. |        | Gymnopus peronatus sin. Collybia peronata, Marasmius peronatus, Marasmius urens | Ardeiași                                | Carne ceva pieloasă, foarte iute.     |        | Macrocystidia cucumis                           | Castravetele/Castraveții pădurii                                          | Inconsistent, miros intensiv de castraveți, gust ceva neplăcut.      |  |
|        | Megacollybia platyphylla sin. Collybia platyphylla | Pălăria șoricelului                   | Miros ceva mucegăit, gust amar. |        | Panaeolus semiovatus                                                            | Ou pestriț                              | Burete culinar neînsemnător.          |        | Panellus stipticus                              | Păstrăv amar, păstrăv bioluminescent, panou                               | Absolut necomestibil, foarte amar, bioluminescent, burete medicinal. |  |
|        | Parasola plicatilis sin. Coprinus plicatilis       | Burecior de rouă                      | Burete culinar neînsemnător. |        | Schizophyllum commune                                                           | Bureți de mătreață, ciupercă cu branhii | Mai mult sau mai puțin necomestibil.  |        | Volvariella surrecta                            | Opincuță renăscută                                                        | Burete culinar neînsemnător.                                         |  |

#### GenulCortinarius(ciuperci cu cortină, pâsloșei[41])
| Aspect | Denumirea științifică     | Denumirea populară | Observații                                                                        | Aspect | Denumirea științifică                              | Denumirea populară                           | Observații | Aspect | Denumirea științifică   | Denumirea populară | Observații                                                                       |  |
| ------ | ------------------------- | ------------------ | --------------------------------------------------------------------------------- | ------ | -------------------------------------------------- | -------------------------------------------- | --- | ------ | ----------------------- | ------------------ | -------------------------------------------------------------------------------- |  |
|        | Cortinarius alboviolaceus | Necunoscută.       | Necomestibil, miros și gust neplăcut.                                             |        | Cortinarius argentatus                             | Necunoscută.                                 | Necomestibil, miros neplăcut.                                                                                       |        | Cortinarius anthracinus | Necunoscută.       | Necomestibil, fără valoare culinară, foarte fragil, miros și gust neremarcabil.  |  |
|        | Cortinarius armeniacus    | Necunoscută.       | Necomestibil, fără valoare culinară, carne parțial fibroasă și gust neremarcabil. |        | Cortinarius bivelus                                | Necunoscută.                                 | Văzut necomestibil.                                                                                                 |        | Cortinarius bovinus     | Necunoscută.       | Necomestibil, miros și gust neplăcut.                                            |  |
|        | Cortinarius caerulescens  | Necunoscută.       | Necomestibil, miros și gust nu prea plăcut.                                       |        | Cortinarius cagei sin. Cortinarius bicolor         | Necunoscută.                                 | Necomestibil, miros neplăcut.                                                                                       |        | Cortinarius callochrous | Necunoscută.       | Necomestibil, fără miros și gust remarcabil, ușor de confundat cu specii letale. |  |
|        | Cortinarius camphoratus   | Necunoscută.       | Necomestibil, miros oribil și gust grețos.                                        |        | Cortinarius casimirii sin. Cortinarius subsertipes | Necunoscută.                                 | Ciuperca este din cauza calității minore a cărnii și a mirosului neplăcut necomestibilă.                            |        | Cortinarius cyanites    | Necunoscută.       | Necomestibil, gust amar.                                                         |  |
|        | Cortinarius dibaphus      | Necunoscută.       | Necomestibil, miros neplăcut și gust destul de amar.                              |        | Cortinarius evernius                               | Necunoscută.                                 | Necomestibil, calitatea cărnii inferioară, miros și gust nu prea plăcut.                                            |        | Cortinarius fasciatus   | Necunoscută.       | Necomestibil, carne fibroasă, fără miros și gust remarcabil.                     |  |
|        | Cortinarius fulvescens    | Necunoscută.       | Necomestibil, carne subțire, fără miros și gust remarcabil.                       |        | Cortinarius hinnuleus                              | Necunoscută.                                 | Necomestibil, miros extrem de pământos și gust nu prea plăcut.                                                      |        | Cortinarius infractus   | Amărea             | Extrem de iute.                                                                  |  |
|        | Cortinarius laniger       | Necunoscută.       | Necomestibil, carne fibroasă, miros de ridichie și gust neremarcabil.             |        | Cortinarius largus                                 | Necunoscută.                                 | Necomestibil, miros neplăcut.                                                                                       |        | Cortinarius malachius   | Necunoscută.       | Necomestibil, carne de calitate inferioară precum miros și gust nu prea plăcut.  |  |
|        | Cortinarius mussivus      | Necunoscută.       | Necomestibil, miros și gust neplăcut.                                             |        | Cortinarius olidus                                 | Necunoscută.                                 | Necomestibil, miros dezgustător.                                                                                    |        | Cortinarius obtusus     | Necunoscută.       | Necomestibil, miros dezgustător.                                                 |  |
|        | Cortinarius rigens        | Necunoscută.       | Necomestibil, miros dezgustător, gust amar.                                       |        | Cortinarius rufo-olivaceus                         | Necunoscută.                                 | Necomestibil, miros neplăcut și gust destul de amar.                                                                |        | Cortinarius scaurus     | Necunoscută.       | Necomestibil, carne de calitate inferioară                                       |  |
|        | Cortinarius spilomeus     | Necunoscută.       | Necomestibil, carne subțire, în picior fibroasă, miros neplăcut.                  |        | Cortinarius subferrugineus                         | Necunoscută.                                 | Ciuperca este necomestibilă din cauza calității inferioare a cărnii precum al mirosului și gustului nu prea plăcut. |        | Cortinarius torvus      | Necunoscută.       | Ciuperca este din cauza mirosului și gustului neplăcut necomestibilă.            |  |
|        | Cortinarius triformis     | Necunoscută.       | Ciuperca este din cauza mirosului și gustului nu prea plăcut necomestibilă.       |        | Cortinarius trivialis                              | Necunoscută.                                 | Necomestibil, exterior foarte mucos și gust neplăcut.                                                               |        | Cortinarius turmalis    | Necunoscută.       | Necomestibil, miros foarte neplăcut.                                             |  |
|        | Cortinarius uraceus       | Necunoscută.       | Ciuperca este necomestibilă din cauza calității inferioare a cărnii.              |        | Cortinarius variicolor                             | Cortinaria caprei,ciupercă violetă puturoasă | Miros mucegăios și pământos.                                                                                        |        | Cortinarius vibratilis  | Necunoscută.       | Necomestibil, gust extrem de amar.                                               |  |

#### GenulEntoloma(pieptănuși)
| Aspect | Denumirea științifică                              | Denumirea populară      | Observații                                                                                                   | Aspect | Denumirea științifică  | Denumirea populară | Observații | Aspect | Denumirea științifică                      | Denumirea populară  | Observații |  |
| ------ | -------------------------------------------------- | ----------------------- | --- | ------ | ---------------------- | ------------------ | --- | ------ | ------------------------------------------ | ------------------- | --- |  |
|        | Entoloma chalybeum                                 | Necunoscută.            | Carne fibroasă și apoasă, gust neplăcut de faină râncedă. Poate fi confundat cu specii ale genului Inocybe.  |        | Entoloma dichroum      | Necunoscută.       | Carne subțire, miros și gust nu neapărat plăcut.                                                                            |        | Entoloma excentricum                       | Necunoscută.        | De calitate inferioară, nu este în nici un caz potrivită pentru bucătărie. Poate fi confundat ușor cu specii ale genului Inocybe. |  |
|        | Entoloma jubatum                                   | Necunoscută.            | Miros nesemnicativ, carne destul de iute. Poate fi confundat ușor cu specii ale genului Inocybe.             |        | Entoloma griseocyaneum | Necunoscută.       | Miros neplăcut, carne friabilă și ceva amară. Poate fi confundat ușor cu specii ale genului Inocybe.                        |        | Entoloma nitidum sin. Rhodophyllus nitidus | Ciuperca oțelarului | Carne inconsistentă, miros de faină râncedă.                                                                                      |  |
|        | Entoloma prunuloides sin. Rhodophyllus prunuloides | Burete (bureți) de prun | Carne fibroasă, miros insistent de faină și castraveți.                                                      |        | Entoloma sericellum    | Necunoscută.       | Miros plăcut făinos, dar carne inconsistentă, fără valoare culinară. Poate fi confundat ușor cu specii ale genului Inocybe. |        | Entoloma serrulatum                        | Necunoscută.        | Miros plăcut făinos, dar carne inconsistentă, miros și gust nu prea delicios, fără valoare culinară.                              |  |
|        | Entoloma undatum                                   | Necunoscută.            | Miros făinos, dar gust rânced, fără valoare culinară. Poate fi confundat ușor cu specii ale genului Inocybe. |        |                        |                    | |        |                                            |                     | |  |

#### GenulMycena(bureciori)
| Aspect | Denumirea științifică | Denumirea populară | Observații                                              | Aspect | Denumirea științifică              | Denumirea populară | Observații                                                                          | Aspect | Denumirea științifică | Denumirea populară                                           | Observații                   |  |
| ------ | --------------------- | ------------------ | ------------------------------------------------------- | ------ | ---------------------------------- | ------------------ | ----------------------------------------------------------------------------------- | ------ | --------------------- | ------------------------------------------------------------ | ---------------------------- |  |
|        | Mycena acicula        | Necunoscută.       | Burete culinar neînsemnător.                            |        | Mycena galericulata                | Necunoscută.       | Necomestibil din cauza calității inferioare a cărnii și a mirosului nu prea plăcut. |        | Mycena galopus        | Căciulița mușchiului, umbreluța mușchiului, umbreluță de apă | Burete culinar neînsemnător. |  |
|        | Mycena inclinata      | Necunoscută.       | Necomestibil, din cauza mirosului și gustului neplăcut. |        | Mycena renati sin. Mycena flavipes | Capotă frumoasă    | Burete culinar neînsemnător.                                                        |        |                       |                                                              |                              |  |

#### GenulTricholoma(bureți cavalerești)
| Aspect | Denumirea științifică | Denumirea populară | Observații                                                                       | Aspect              | Denumirea științifică | Denumirea populară  | Observații                                                 | Aspect | Denumirea științifică | Denumirea populară | Observații                               |  |
| ------ | --------------------- | ------------------ | -------------------------------------------------------------------------------- | ------------------- | --------------------- | ------------------- | ---------------------------------------------------------- | ------ | --------------------- | ------------------ | ---------------------------------------- |  |
|        | Tricholoma acerbum    | Nu este cunoscută. | Gust amar și rezidual, arzător.                                                  |                     | Tricholoma album      | Necunoscută.        | Miros neplăcut, gust amar și iute.                         |        | Tricholoma aurantium  | Necunoscută.       | Miros nu neapărat plăcut, gust amar.     |  |
|        | Tricholoma fulvum     | Nu este cunoscută. | Gust amar.                                                                       |                     | Tricholoma inamoenum  | Nu este cunoscută.  | Miros dezgustător de gaz de iluminat precum gust neplăcut. |        | Tricholoma lascivum   | Nu este cunoscută. | Miros neplăcut precum gust amar și iute. |  |
|        | Tricholoma psammopus  | Necunoscută.       | Gust amar.                                                                       |                     | Tricholoma saponaceum | Săpunăriță, săpunel | Gust mucegăios, ceva amar și miros de leșie de săpun.      |        | Tricholoma sejunctum  | Necunoscută.       | Gust destul de amar.                     |  |
|        | Tricholoma stans      | Necunoscută.       | Miros și gust plăcut, dar calitatea neclară. Ușor de confundat cu specii toxice. | Tricholoma vaccinum | Tricholoma vaccinum   | Nu este cunoscută.  | Miros slab pământos, gust amar și iute.                    |        |                       |                    |                                          |  |

### OrdinulBoletales(hribi și surate)
| Aspect | Denumirea științifică                    | Denumirea populară                 | Observații | Aspect | Denumirea științifică                      | Denumirea populară                  | Observații                          | Aspect | Denumirea științifică                  | Denumirea populară        | Observații                                               |  |
| ------ | ---------------------------------------- | ---------------------------------- | --- | ------ | ------------------------------------------ | ----------------------------------- | ----------------------------------- | ------ | -------------------------------------- | ------------------------- | -------------------------------------------------------- |  |
|        | Boletus calopus sin. Caloboletus calopus | Hrib frumos, hrib cu picior frumos | Gust foarte amar, miros neplăcut, amărui și fad.                                                                                    |        | Boletus radicans sin. Caloboletus radicans | Hrib galben                         | Gust amar, miros amărui dar plăcut. |        | Chamonixia caespitosa                  | Pitarcă șchioapă          | Burete culinar neînsemnător și rar.                      |  |
|        | Rubroboletus rhodoxanthus                | Necunoscută.                       | Crud toxic, bine fiert probabil comestibil, de calitate mediocră, ușor de confundat cu buretele dracului, comestibilitatea neclară. |        | Serpula lacrymans sin. Merulius lacrymans  | Burete de casă, ciupercă de pivniță | Absolut necomestibil.               |        | Tylopilus felleus sin. Boletus felleus | Fierea pădurii, Hrib amar | Gust foarte amar, comestibilitate extrem de îndoielnică. |  |

### OrdinulGomphales, genulRamaria(rămurele)
| Aspect | Denumirea științifică                         | Denumirea populară  | Observații                     | Aspect | Denumirea științifică                         | Denumirea populară         | Observații                               | Aspect | Denumirea științifică                 | Denumirea populară | Observații                  |  |
| ------ | --------------------------------------------- | ------------------- | ------------------------------ | ------ | --------------------------------------------- | -------------------------- | ---------------------------------------- | ------ | ------------------------------------- | ------------------ | --------------------------- |  |
|        | Ramaria abietina                              | Tocmăgelul bradului | Carne tare, elastică și amară. |        | Ramaria eumorpha sin. Phaeoclavulina eumorpha | Necunocută                 | Miros plăcut, dar gust mucegăit și amar. |        | Ramaria fennica sin. Clavaria fennica | Rămurea amară      | Amară.                      |  |
|        | Ramaria flaccida sin. Phaeoclavulina flaccida | Necunocută          | Gust amar.                     |        | Ramaria stricta                               | Degetar, creasta cocoșului | Carne piperată, amară și astringentă.    |        | Ramaria testaceoflava                 | Necunoscută.       | Carne amară și astringentă. |  |

### OrdinulPezizales(cupe, urechiușe, trufe)
| Aspect | Denumirea științifică | Denumirea populară | Observații                                         | Aspect | Denumirea științifică | Denumirea populară | Observații                                         | Aspect | Denumirea științifică | Denumirea populară | Observații                                         |  |
| ------ | --------------------- | ------------------ | -------------------------------------------------- | ------ | --------------------- | ------------------ | -------------------------------------------------- | ------ | --------------------- | ------------------ | -------------------------------------------------- |  |
|        | Helvella capucina     | Necunoscută.       | Conține puțină giromitrină, fără valoare culinară. |        | Helvella ephippium    | Șaua piticului     | Conține puțină giromitrină, fără valoare culinară. |        | Helvella latispora    | Necunoscută.       | Conține puțină giromitrină, fără valoare culinară. |  |
|        | Helvella leucomelaena | Necunoscută.       | Conține puțină giromitrină, fără valoare culinară. |        | Otidea alutacea       | Necunoscută.       | Fără valoare culinară.                             |        | Otidea bufonia        | Necunoscută.       | Fără valoare culinară.                             |  |
|        | Urnula craterium      | Pocalul diavolului | Consistență pieloasă până lemnoasă.                |        |                       |                    |                                                    |        |                       |                    |                                                    |  |

### OrdinulPhallales(bureți pucioși)
|  | Mutinus caninus sin. Phallus caninus | Puța câinelui | Miros extrem de dezgustător. |  | Phallus impudicus | Burete pucios, burete puturos, bozuz, pula calului | Dezvoltat necomestibil. Tânăr, în formă de ou, comestibil. |  |

### OrdinulPolyporales(ciuperci cu pori, iască, văcălie)
| Aspect | Denumirea științifică                            | Denumirea populară                  | Observații                                                          | Aspect | Denumirea științifică                                              | Denumirea populară                                                                              | Observații                                        | Aspect | Denumirea științifică                                              | Denumirea populară                                                      | Observații                                        |  |
| ------ | ------------------------------------------------ | ----------------------------------- | ------------------------------------------------------------------- | ------ | ------------------------------------------------------------------ | ----------------------------------------------------------------------------------------------- | ------------------------------------------------- | ------ | ------------------------------------------------------------------ | ----------------------------------------------------------------------- | ------------------------------------------------- |  |
|        | Daedaleopsis confragosa sin. Trametes confragosa | Cuibușor de iască, văcălie          | Carne lemnoasă ca de plută, pieloasă, din maturitate în plus amară. |        | Fomes fomentarius                                                  | Iască, copită de iască, iasca fagului, iașcă/iațcă, văcălie de fag, văcălie de iască            | Carne lemnoasă, câlțoasă, în plus amară.          |        | Ganoderma applanatum                                               | Scoica artistului, brățara artistului                                   | Carne lemnoasă, dar ciupercă medicinală.          |  |
|        | Ganoderma lucidum                                | Lingurița zânei, ciuperca nemuririi | Carne lemnoasă și amară, dar ciupercă medicinală.                   |        | Piptoporus betulinus sin. Polyporus betulinus, Fomitopsis betulina | Bureți măstăcănești, iască de mesteacăn, iasca mesteacănului, mestecănei, urechea mesteacănului | Carne amară, devenind repede lemnoasă.            |        | Trametes hirsuta sin. Coriolus hirsutus, Polystictus hirsutus      | Iască păroasă, coriolusul păros                                         | Carne pieloasă, dură și scorțoasă.                |  |
|        | Trametes pubescens                               | Trame(te) pufoase                   | Carne cu puf, apoi pieloasă, elasică, ca de plută.                  |        | Trametes suaveolens                                                | Burete de răchită, sălcar, văcălie de salcie, iască de salcie                                   | Carne pieloasă, elasică devenind repede lemnoasă. |        | Trametes versicolor sin. Coriolus versicolor, Polyporus versicolor | Coada curcanului, fusta țigăncii, iasca de cioată a foioaselor, scorțar | Carne pieloasă, elasică devenind repede lemnoasă. |  |

### OrdinulRussulales

#### GenulAlbatrellus
|  | Albatrellus cristatus sin. Scutiger cristatus | Burete cu creastă | Carne ca pluta, gust amar, poate fi confundat ușor cu deliciosul Albatrellus ovinus. |  |

#### GenulLactarius(lăptari, lăptuci)
| Aspect                                   | Denumirea științifică                    | Denumirea populară          | Observații                                           | Aspect | Denumirea științifică  | Denumirea populară                                           | Observații                                           | Aspect | Denumirea științifică                       | Denumirea populară                              | Observații                                                 |  |
| ---------------------------------------- | ---------------------------------------- | --------------------------- | ---------------------------------------------------- | ------ | ---------------------- | ------------------------------------------------------------ | ---------------------------------------------------- | ------ | ------------------------------------------- | ----------------------------------------------- | ---------------------------------------------------------- |  |
| Lactarius acris (Bolton) Gray 571288.jpg | Lactarius acris                          | Burete acru sau bureți acri | Gust foarte iute.                                    |        | Lactarius albocarneus  | Necunoscută.                                                 | Miros plăcut, dar gust amar și foarte iute.          |        | Lactarius azonites                          | Necunoscută.                                    | Miros ciudat, gust amar și iute.                           |  |
|                                          | Lactarius blennius                       | Râșcov verzui               | Gust amar și foarte iute.                            |        | Lactarius chrysorrheus | Lăptucă cu lapte gălbui                                      | Mai întâi amar, apoi foarte iute.                    |        | Lactarius circellatus                       | Necunoscută.                                    | Miros plăcut, gust amar și iute.                           |  |
|                                          | Lactarius controversus                   | Lăptucă sângerie            | Gust foarte iute, amar și zgârcind.                  |        | Lactarius decipiens    | Necunoscută.                                                 | Gust amar și foarte iute.                            |        | Lactarius flexuosus sin. Lactarius umbrinus | Necunoscută.                                    | Miros aromatic, fructuos, dar gust imediat extrem de iute. |  |
|                                          | Lactarius fuliginosus                    | Râșcov brun                 | Gust iute și amar.                                   |        | Lactarius hysginus     | Necunoscută.                                                 | Miros plăcut, dar gust foarte iute.                  |        | Lactarius lilacinus                         | Necunoscută.                                    | Gust amar și iute.                                         |  |
|                                          | Lactarius mammosus sin. Lactarius fuscus | Necunoscută.                | Miros ciudat, gust amar și iute.                     |        | Lactarius pallidus     | Râșcovul veveriței                                           | Gust zgâriind în gât și destul de amar.              |        | Lactarius pyrogalus                         | Bureți de alun, bureți iuți, râșcovul cocoșului | Gust foarte iute, amar și acru.                            |  |
|                                          | Lactarius resimus                        | Necunoscută.                | Miros fructuos, gust iute și amar.                   |        | Lactarius rufus        | râșcov roșu, lăptucă buricată, lăptucă iute, roșcov chipărat | Gust foarte iute.                                    |        | Lactarius serifluus                         | Necunoscută.                                    | Miros foarte apart și gust rezidual neplăcut.              |  |
|                                          | Lactarius subumbonatus                   | Necunoscută.                | Miros foarte apart și gust neplăcut, adesea și iute. |        | Lactarius uvidus       | Necunoscută.                                                 | Miros slab fructuos, gust amar, astringent, și iute. |        | Lactarius trivialis                         | Râșcov de munte, râșcov obișnuit                | Gust foarte iute, amar și zgârcind.                        |  |
|                                          | Lactarius vietus                         | Lăptucă veștedă             | Gust foarte iute.                                    |        | Lactarius zonarius     | Râșcov de stejar, piept de stejar                            | Gust foarte iute, în plus amar.                      |        |                                             |                                                 |                                                            |  |

#### GenulLactifluus(lăptari, lăptuci)
|  | Lactifluus vellereus sin. Lactarius vellereus | Râșcov pâslos | Gust foarte iute, amar și zgârcind, ușor de confundat cu Lactarius piperatus. |  |

#### GenulRussula(vinețele)
| Aspect | Denumirea științifică | Denumirea populară               | Observații                                            | Aspect | Denumirea științifică | Denumirea populară                                       | Observații                          | Aspect | Denumirea științifică                      | Denumirea populară                                          | Observații                                  |  |
| ------ | --------------------- | -------------------------------- | ----------------------------------------------------- | ------ | --------------------- | -------------------------------------------------------- | ----------------------------------- | ------ | ------------------------------------------ | ----------------------------------------------------------- | ------------------------------------------- |  |
|        | Russula foetens       | Vinețică puturoasă, burete bălos | Miros pestilențial, gust amar, rânced-uleios și iute. |        | Russula rubra         | Bureți plăiești, bureți roșii, roșioare, roșiori, cupițe | Miros plăcut, dar gust foarte iute. |        | Russula sanguinea sin. Russula sanguinaria | Ciuperci roșii, vinețică sângerie                           | Miros plăcut, dar gust amar și foarte iute. |  |
|        | Russula subfoetens    | Băloșel, ciupercă puturoasă      | Miros neplăcut și gust cam iute.                      |        | Russula violacea      | Bureți vineți, ciuperci vinete, vinecioară, vineșoare    | Foarte iute.                        |        | Stereum hirsutum                           | Brâncă, căpruțe, esca, iască păroasă, policioare, tălgerași | Carne gomoasă până pieloasă.                |  |

### Specii altor genuri
| Aspect | Denumirea științifică                     | Denumirea populară                | Observații                                                  | Aspect | Denumirea științifică                   | Denumirea populară | Observații | Aspect       | Denumirea științifică                                             | Denumirea populară | Observații                                                              |  |
| ------ | ----------------------------------------- | --------------------------------- | ----------------------------------------------------------- | ------ | --------------------------------------- | ------------------ | --- | ------------ | ----------------------------------------------------------------- | ------------------ | ----------------------------------------------------------------------- |  |
|        | Calocera cornea                           | Necunoscută.                      | Carne elasitică, gelatinoasă, de consistență tare.          |        | Calocera furcata                        | Necunoscută.       | Carne elasitică, gelatinoasă, de consistență tare.                                                                               |              | Calocera viscosa                                                  | Barba caprei       | Carne gelatinoasă de consistență dură.                                  |  |
|        | Geastrum fimbriatum sin. Geastrum sessile | Steaua pământului, tătărași       | Carne câlțoasă, dezvoltă foarte repede pulberea.            |        | Inocybe corydalina                      | Necunoscută.       | Miros și gust neplăcut, conține puțină psilocibină, ușor de confundat cu specii letale ale genului ca de ex. Inocybe erubescens. |              | Lepiota erminea sin. Lepiota alba                                 | Necunoscută.       | Miros și gust plăcut, ușor de confundat cu specii toxice, chiar letale. |  |
|        | Marasmius rotula                          | Necunoscută.                      | Fără interes culinar din cauza componenței minore a cărnii. |        | Neohygrocybe ovina sin. Hygrocybe ovina | Necunoscută.       | Carne subțire, miros neplăcut.                                                                                                   | Ph. populnea | Pholiota populnea, sin. Pholiota destruens, Hemipholiota populnea | Bureții plopului   | Tare, elastic și destul de amar.                                        |  |
|        | Rhodotus palmatus                         | Piersică uscată                   | Fibros și destul de amar.                                   |        | Thelephora palmata                      | Laba gâștei        | Tare, grosolan fibros, pielos, miros de varză stricată.                                                                          |              | Xylaria hypoxylon                                                 | Coarnele cerbului  | Lemnos și fibros.                                                       |  |
|        | Xylaria polymorpha                        | Degetele mortului, maiul dracului | Lemnos și fibros.                                           |        |                                         |                    | |              |                                                                   |                    |                                                                         |  |

## Rezumat
În Europa sunt cunoscute mai mult de 6000 de soiuri de ciuperci basidiomicete din care peste 800 sunt necomestibile, incluzând bureți de fapt bine descriși, dar de valoare încă necunoscută. Multe din ele se pot găsi și în România. 
Trebuie subliniat faptul că simțul mirosului și al gustului este dezvoltat la fiecare om altfel. De asemenea, fiecare individ dezvoltă în cursul vieții preferințe diferite în acest domeniu. Astfel – cu excepția speciilor fără echivoc scârboase – clasificarea unei ciuperci ca necomestibilă rămâne parțial în mâinile opinii proprie.
Toate ciupercile necomestibile sunt marcate sub imagini cu !.